# Rosenberg Ventilatoren
Die Rosenberg Ventilatoren GmbH mit Sitz in Gaisbach ist in der Entwicklung und Produktion von regelbaren Außenläufermotoren, Ventilatoren und Kastenklimageräten im Klima- und Lüftungstechniksektor tätig.

## Allgemeines
Das Unternehmen beschäftigt weltweit circa 1700 Menschen und erwirtschaftet einen Umsatz von rund 240 Millionen Euro. Nicht alle Unternehmen der Rosenberg Gruppe werden von der Rosenberg Ventilatoren GmbH konsolidiert. Gemeinsam mit anderen Unternehmen des Regionalverbands Heilbronn-Franken ist Rosenberg Ventilatoren in einen Ausbildungsverbund, unter anderem mit der R. Stahl AG, Gemeinsamen Ausbildungsinitiative (GABI) zusammengeschlossen.
Neben dem Stammwerk in Gaisbach betreibt die Rosenberg-Gruppe sieben weitere Werke in Frankreich, Ungarn, Deutschland, Italien, Österreich, Tschechien und Vereinigte Staaten. Durch Verkaufsniederlassungen ist die Rosenberg-Gruppe in rund 50 Ländern vertreten.
Das Produktsortiment umfasst Radial-, Axial-, Kanal-, Dach-, Rohrventilatoren, Türluftschleier, Außenläufermotoren, Kastenklimageräte mit Wärmerückgewinnung und die für die Steuerung der Ventilatoren/Klimageräte notwendigen Steuer- und Regelgeräte. Das Produktsortiment wird hauptsächlich in eigenen Produktionsstätten der Rosenberg-Gruppe gefertigt.

## Geschichte

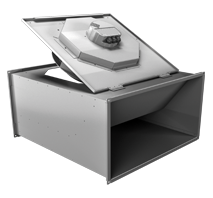
Klappbarer Rosenberg-Kanalventilator mit energiesparendem EC-Motor

Gegründet wurde die Rosenberg Ventilatoren GmbH durch den ehemaligen Mitarbeiter von Ziehl-Abegg Karl Rosenberg im Jahr 1981 im Künzelsauer Stadtteil Gaisbach. Heute sind an diesem Standort rund 340 Menschen beschäftigt.
Die Produktion von Außenläufermotoren wurde 1987 aufgenommen. Um die Abhängigkeit von den Außenläufermotoren zu reduzieren, wurde 1990 mit der Produktion von Klimageräten begonnen. Im tschechischen Klenci begann Rosenberg Ventilatoren 1993 mit der Produktion von handgewickelten Statoren.
Das Produktportfolio bei den Klimageräten wurde 1995, mit der Aufnahme der Produktion im ungarischen Tokodaltáró, um Kastenklimageräte ausgeweitet. Drei Jahre später wurde die Produktionsfläche in Tokodaltáró auf 10000 m² ausgeweitet. Im Jahr 2000 kam eine neue Produktlinie für Kastenklimageräte in Glaubitz hinzu.
Im Zuge der Übernahme der Rox Lufttechnik GmbH, in Weitefeld, 2006 wurde das Geschäftsfeld Klimatechnik erweitert. Hinzu kommt die Gründung der Rox Klimatechnik GmbH.

### Verkaufsorganisationen
Für die weitere Expansion gründete Rosenberg Ventilatoren 1983 die ersten ausländischen Niederlassungen. Für den französischen Markt wurde hierfür das Unternehmen Airpro, heute Rosenberg France SARL, in Lyon gegründet. An dem Unternehmen hält Rosenberg Ventilatoren 34 % der Anteile. Die Niederlande werden durch Rosenberg Niederlande in Den Dolder bedient. 1998 folgten Vertriebsbüros in den russischen Städten Moskau, St. Petersburg und Nowosibirsk. Der australische Markt wird seit 2003 von der Tochtergesellschaft in Melbourne bedient. Im gleichen Jahr wurde mit der Bedienung des chinesischen Marktes von der Niederlassung in Shanghai begonnen. Mit der Gründung der Niederlassungen in Kiew (Rosenberg Ukraina) und Dubai (Rosenberg Middle East) in 2004 wurde der ukrainische und arabische Markt erschlossen.

### Tochterunternehmen
Das in Castellar del Vallès ansässige spanische Unternehmen airtècnics wurde 1986 von Rosenberg Ventilatoren mit Partnern gegründet. Die Unternehmensanteile der Partner wurden 1993 von Rosenberg Ventilatoren komplett übernommen. airtècnics hat sich auf die Produktion von Türluftschleier spezialisiert.
In Waldmünchen wurde 1991 die Produktion von Riementriebventilatoren durch das 1988 gegründete Unternehmen BavAiria Ventilatoren GmbH & Co KG aufgenommen.
Für die Produktion von Trommelaufrädern wurde von Rosenberg Ventilatoren, mit Partnern, die heute 27,5 % halten, 1992 das Unternehmen D.G.T. Rotor Srl im italienischen San Vito al Tagliamento gegründet. Heute firmiert das Unternehmen unter Rosenberg Italia Srl.
Den 1976 gegründeten französischen Ventilatorenhersteller Ecofit, mit Sitz in Vendôme, übernahm Rosenberg Ventilatoren 1994 zu 82,41 %. Ecofit exportiert 70 % seiner Produktion, davon 30 % in Nicht-EU-Länder. Auf 7000 m² werden Ventilatoren von rund 180 Mitarbeitern produziert.
Ecofit übernahm 2002 den französischen Mitbewerber Etri. Etri verfügt über eine amerikanische Niederlassung in Charlotte Etri Inc. Die amerikanische Niederlassung wurde im Zuge der Übernahme in Rosenberg USA umbenannt.

## Entwicklung
Seit 2005 wird der Schwerpunkt bei der Entwicklung und Produktion auf energiesparende EC-Motore und -Ventilatoren gelegt. Motoren mit EC-Technik sollen Wirkungsgrade von über 90 % erreichen und sollen damit bis zu 50 % Energie gegenüber herkömmlichen Gleichstrommotoren sparen.